# Oxira transiens
Oxira transiens är en fjärilsart som beskrevs av Heinrich Georg Bronn. Oxira transiens ingår i släktet Oxira och familjen nattflyn. Inga underarter finns listade i Catalogue of Life.